# WS-адресация
WS-Адресация (Web Services Addressing — адресация WEB служб) — это спецификация транспортно нейтрального механизма, позволяющего WEB-службам обмениваться информацией об адресах. По существу, она состоит из двух частей: структуры, содержащей конечные точки служб, и набора свойств сообщения, ассоциирующих информацию об адресе с конкретным сообщением.

## Описание
WS-Адресация — это стандартный способ включения информации о маршрутизации в SOAP-заголовки. Вместо того, чтобы возвращать информацию о маршрутизации по сетевому уровню, сообщение, использующее WS-Адресацию, может содержать собственные метаданные в стандартном SOAP-заголовке. В данном случае сетевой уровень отвечает только за доставку сообщения диспетчеру, способному читать метаданные такого сообщения. Когда это сообщение приходит к диспетчеру, тот определяет URI, работа сетевого уровня на этом заканчивается.
WS-Адресация поддерживает использование асинхронных операций. Для этого необходимо указать SOAP-заголовок (wsa:ReplyTo), содержащий ссылку на конечную точку — endpoint reference (EPR), куда должен быть послан ответ. Провайдер службы отправляет ответное сообщение через отдельное соединение по адресу, который указан в заголовке wsa:ReplyTo. Это позволяет разделить время жизни SOAP запроса/ответа от времени жизни HTTP запроса/ответа, что позволяет организовывать длительно-текущие взаимодействия, длительность которых оказывается каждый раз разной.

## Адрес конечной точки (Endpoint References)
Конечная точка — это XML-структура, инкапсулирующая информацию, полезную для адресации сообщения, предназначенного для Web-службы. Она включает в себя адрес назначения сообщения и любые дополнительные параметры, необходимые для маршрутизации сообщения к точке назначения. Конечная точка также включает в себя необязательные метаданные (такие как WSDL или WS-Policy) о службе.

## Свойства сообщения (Message Addressing Properties)
Свойства сообщения содержат адресную информацию, относящуюся к доставке сообщения на Web сервис:
- Пункт назначения сообщения (Message destination) — URI
- Конечная точка ресурса (Source endpoint) — конечная точка службы, которая отправляет сообщение
- Reply endpoint — конечная точка, на которую будет отправлен ответ
- Fault endpoint — конечная точка, на которую будет отправлено сообщение об ошибке
- Действие (Action) — параметр, отражающий смысл сообщения
- ID сообщения URI
- Взаимосвязь с предыдущим сообщением (A pair of URIs)

## История
Стандарт WS-Адресации был создан при участии следующих компаний: Microsoft, IBM, BEA, Sun в W3C submitted.
Спецификация WS-Адресации в настоящее время разделена на три части:
- Core — спецификация структуры конечных точек и свойств сообщения.
- binding — свойства SOAP.
- Metadata — метаданные.